# Демократична партія (Кіпр)
Демократична партія (грец. Δημοκρατικό Κόμμα, ΔΗΚΟ) — політична партія на Кіпрі, що дотримується центристської орієнтації.
Була заснована в 1976 головою Палати представників Спіросом Кіпріану, який наступного року обійняв посаду президента Кіпру, і стала третьою політичною силою грецького Кіпру після комуністичної АКЕЛ і консервативного Демократичного об'єднання, однак після поразки Кіпріану на президентських виборах в 1988 підтримка партії знизилася.
У 2000 новим головою партії став Тассос Пападопулос, обраний в 2003 президентом; в 2001 партія отримала 15 % голосів і 9 з 56 місць в парламенті, що стало її найгіршим результатом в історії виборів. У 2004 партія виступила на референдумі проти Плану Аннана на референдумі, в результаті чого проєкт був відхилений. За підсумками парламентських виборів 2006 року партія отримала 17,9 % голосів і 11 депутатських крісел. Після цього новим головою партії став Маріос Гароян. У 2008 Пападопулос вибув з першого ж туру президентських виборів і втратив пост президента. На парламентських виборах 22 травня 2011 партія отримала 63 763 (15,76 %) голосів і 9 місць.
За підсумками виборів 2009 року до Європейського парламенту Демократична партія, як і в 2004, отримала 1 мандат, де її депутат увійшов до парламентської групи Прогресивний альянс соціалістів і демократів, хоча партія не є членом будь-яких міжнародних об'єднань (в 2013 році увійшла до глобального Прогресивного альянсу).